# Callipseustes conferta
Callipseustes conferta là một loài bướm đêm trong họ Geometridae.